# Savant (Wildstorm)
(Savant)
Savant, il cui vero nome è Kenesha di Khera insignita del titolo di Lady sul suo pianeta d'origine, è un personaggio della serie a fumetti WildStorm Wildcats, illustrata da Jim Lee e scritta da Chris Claremont.
Nel corso degli anni si è servita dell'alias di Cordelia Matheson.

## Personalità
Savant è diversa sia dallo stereotipo delle Coda che da quello dei Cherubini. È si una guerriera forte e potente, fiera delle sue radici ed estremamente orgogliosa, ma lungi dall'essere arrogante o superba come tutti i lord di Khera. Addirittura non ama particolarmente la battaglia e le tecniche di autodifesa di cui è maestra, oltre che la sua forza disumana le utilizza unicamente a scopo difensivo. Non serve i principi delle coda come la madre e non ama il campo di battaglia come tutte le guerriere della sorellanza; l'ossessione di Savant è la ricerca di conoscenza e reperti antichi, cosa che ne fa una delle migliori archeologhe del mondo. Ciò che savant ama nella vita non è tanto il combattimento quanto l'avventura e per questo è una scavezzacollo che mette spesso a repentaglio la sua vita e si caccia di frequente nei guai.
Savant è inoltre meno sciolta con i rapporti con l'altro sesso rispetto a Zelota, difatti, sebbene abbiano la stessa età, le due Cherubine hanno avuto un numero molto differente di relazioni nel corso dei millenni. Savant ha a lungo considerato Zelota sua sorella a causa di una bugia raccontatale dalla nascita; tuttavia quando la verità sulla loro parentela emergerà le due continueranno a considerarsi tali poiché non importa a nessuna delle due la loro vera parentela bensì il modo in cui sono cresciute.
Tra Savant e Zelota è inoltre accesa una forte rivalità dal punto di vista delle arti marziali; apparentemente tale rivalità con la "sorella" è l'unico altro motivo per cui Kenesha si sia tanto perfezionata nella lotta.

## Biografia del personaggio
Kenesha ("la sopravvissuta" in Cherubino) nacque su Khera dall'unione di Lord Majestros e Lady Zannah; tuttavia quest'ultima voleva essere una guerriera e non una madre, per cui non era intenzionata a tenere la bambina. Fortunatamente Lady Harmony, madre di Zannah, convinse la figlia a non abortire decidendo di prendersi cura lei della piccola come figlia sua. In questo modo Kenesha crebbe convinta di essere la sorella di Zannah e non sua figlia.
Migliaia di anni fa infuriò una battaglia tra Cherubini e Deamoniti nel nostro sistema solare che provocò l'ammaraggio delle due razze sul nostro pianeta. La guerra proseguì sul nostro mondo influenzando la storia e la mitologia, in quanto entrambe le razze sono dotate di una longevità tale da essere considerati immortali.
Tra gli ammarati sulla terra c'erano anche Kenesha e Zannah. Inizialmente entrambe si unirono alle Coda, tuttavia dopo un po' Kenesha si stancò di quella vita ed incominciò ad interessarsi all'archeologia; tanto da divenire una delle maggiori avventuriere della terra. Nel corso degli anni scoprì gli stivali delle sette leghe ed una serie di altri manufatti magici, alieni e tecnologici che portò sempre con sé a seguito. Inoltre scrisse diversi libri con lo pseudonimo di Cordelia Matheson raggiungendo fama mondiale.
In seguito alla partenza dei Wildcats originali per Khera, Kenesha (ora ribattezzatasi Savant) formò un nuovo gruppo col padre Mr. Majestic. In questo periodo iniziò una relazione col compagno di squadra T.A.O. il quale tuttavia tradì il gruppo e divenne un supercriminale, durante il corso delle sue macchinazioni tentò anche di uccidere Savant ma fallì grazie all'intervento di Zelota e Grifter.
Dopo il ritorno dei Wildcats il nuovo gruppo si sciolse, ma Kenesha e Ladytron rimasero assieme ai Wildcats e li aiutarono in più occasioni.
Per un breve periodo Savant creò un suo personale gruppo chiamato Savant Grade, ma in seguito all'armageddon globale si unirà nuovamente ai Wildcats per soccorrere i sopravvissuti, collaborando anche con la nuova Backlash.

## Poteri e abilità
Come ogni Cherubino Savant dispone di una forza, agilità e resistenza sovrumane, oltre che di un'aspettativa vitale tanto elevata da poter essere considerata quasi immortale.
In alcuni casi Savant ha dimostrato di possedere anche un'elevatissima soglia del dolore, tanto da sembrare non lo percepisca.
Savant è dotata di un quoziente intellettivo che rasenta la genialità ed ha una grande mente analitica, organizzativa e strategica. Grazie alla sua conoscenza Savant è probabilmente una delle persone più colte dell'universo Wildstorm, dato che ha ammassato millenni di conoscenza di storia dell'umanità.
È inoltre un'esperta del combattimento corpo a corpo, tanto da rivaleggiare con la madre Zelota. Inoltre sebbene non ne faccia largo uso conosce l'esatto quantitativo di stili di lotta padroneggiato da quest'ultima, ovvero le tecniche Coda, quelle Cherubine e tutte le arti marziali terrestri.
Savant fa uso costante dei manufatti alieni, magici o tecnologici da lei recuperati in giro per il mondo; tra essi figurano gli stivali delle sette leghe che le conferiscono supervelocità ed una capacità di teletrasporto, altro artificio significativo è una borsa virtualmente senza fondo che usa per trasportare tutti gli oggetti accumulati nelle sue ricerche.